# Lakydes
Lakydes (altgriechisch Λακύδης; † wohl 206 v. Chr. in Athen) war ein antiker griechischer Philosoph. Er lebte in Athen und gehörte der Platonischen Akademie an, deren Leitung er als Nachfolger seines Lehrers Arkesilaos 241/240 übernahm. Nach seiner Heimatstadt wird er auch Lakydes von Kyrene genannt.

## Leben
Aus dem Leben des Lakydes ist wenig bekannt. Er stammte aus einer relativ armen Familie von Kyrene im heutigen Libyen. Wann er nach Athen kam, ist nicht überliefert. Er schloss sich der Akademie an, die seit 268/264 von Arkesilaos geleitet wurde, dem Begründer der später so bezeichneten „Jüngeren (skeptischen) Akademie“. Arkesilaos hatte der Akademie eine neue Ausrichtung gegeben, indem er den Skeptizismus einführte. Lakydes war einer seiner zahlreichen Schüler. Schon zu Lebzeiten des Arkesilaos nahm er eine prominente Stellung ein und hielt Lehrveranstaltungen ab. Als Arkesilaos 241/240 starb, übernahm Lakydes das Amt des Schulleiters (Scholarchen).
Einer etwas unklaren Überlieferung zufolge gab er der zuvor „unsteten“ Akademie festen Halt. Daher bezeichnet ihn der Doxograph Diogenes Laertios sogar als Gründer der „Neuen Akademie“ (ein in Wirklichkeit erst lange nach seinem Tod geprägter, abwertend gemeinter Begriff). Gemeint ist wohl, dass er nach dem tiefen, starke Unruhe erzeugenden Wandel, den die Einführung des Skeptizismus unter Arkesilaos gebracht hatte, die neue Ausrichtung bekräftigte und sie durch einen Kurs der Konsolidierung zu stabilisieren wusste. Dies geschah, indem er – wie Philodemos berichtet – „die Schule aus beiden (Richtungen) mischte“, also einen Ausgleich zwischen den skeptischen Neuerern und eher konservativen Anhängern der Tradition der Alten Akademie herbeiführte.
Zu Lakydes’ Freundes- und Bekanntenkreis zählten Timon von Phleius und Praylos, zwei Vertreter der von Pyrrhon von Elis begründeten Richtung der „pyrrhonischen Skepsis“, die der „akademischen Skepsis“ ähnlich war. Im Lauf der Zeit näherten sich die beiden Richtungen einander weiter an.
Lakydes wird als sehr würdevoller, seit seiner Jugend fleißiger Mensch und auch als liebenswürdig und umgänglich beschrieben. Unter seiner Leitung gedieh die Akademie trotz der Erschütterungen, die Arkesilaos’ Kurswechsel hervorgerufen hatte; er wurde bewundert und hatte zahlreiche Schüler, von denen manche namentlich bekannt sind. Zu ihnen zählte der Dichter und Schriftsteller Euphorion. Auch der Stoiker Chrysippos, der als entschiedener Gegner der akademischen Skepsis hervortrat, besuchte seine Lehrveranstaltungen.
Aus seinem Leben sind nur vereinzelte Begebenheiten überliefert. So soll er eine Gans besessen haben, die ihm auf Schritt und Tritt folgte und die er nach ihrem Tod wie einen nahen Verwandten begrub. Anstoß erregte der Umstand, dass er sich erst in hohem Alter mit Geometrie befasste, denn das Studium der Mathematik galt im Platonismus als unerlässliche propädeutische Vorbereitung für eine ernsthafte Beschäftigung mit Philosophie.
Von der Unterstützung, die das Geschlecht der Attaliden, der Herrscher von Pergamon, der Jüngeren Akademie gewährte, konnte Lakydes wie schon sein Vorgänger Arkesilaos profitieren. So wie Eumenes I. von Pergamon Arkesilaos großzügig gefördert hatte, setzte sich Eumenes’ Nachfolger Attalos I. für Lakydes ein. Er stiftete der Akademie ein Gartengrundstück, auf dem Lakydes seine Lehrveranstaltungen abhielt und das nach ihm „Lakydeion“ genannt wurde. Die genaue Lage des Lakydeions ist nicht bekannt. Einer Einladung an den Hof Attalos’ I. folgte Lakydes nicht; zur Begründung gab er an, Standbilder seien aus der Ferne zu betrachten.
Lakydes litt unter einer Krankheit, die ihn die letzten zehn Jahre seines Lebens an der Ausübung seines Amtes hinderte. Um 216 zog er sich als (alleiniger) Schulleiter zurück und richtete eine kollegiale Leitung auf breiterer Basis ein, wobei seine Schüler Telekles und Euandros von Phokaia eine herausgehobene Rolle spielten. Als er – wohl im Jahr 206 – starb, wurde kein neuer Scholarch gewählt, sondern die kollektive Führung durch das bisherige Leitungsgremium der Ältesten (presbýteroi, wörtlich „Ältere“), in dem Telekles und Euandros tonangebend waren, beibehalten. Anscheinend bewährte sich das Prinzip der kollegialen Leitung, denn die Akademie vermochte weiterhin eine große Zahl von Schülern aus vielen Teilen der griechischen Welt anzuziehen.
Die von Diogenes Laertios überlieferte Nachricht, Lakydes sei an einer Lähmung infolge von Trunksucht gestorben, ist kaum glaubwürdig; es handelt sich um gängigen Klatsch, wie er ähnlich auch über Arkesilaos verbreitet wurde.

## Werke und Lehre
Die Suda, eine byzantinische Enzyklopädie, gibt an, Lakydes habe philosophische Schriften verfasst, darunter ein Werk „Über die Natur“ (Peri physeōs). Erhalten ist davon nichts. Über seine Lehre ist nur bekannt, dass er der von seinem Vorgänger Arkesilaos begründeten skeptischen Richtung treu blieb. Offenbar lag seine Stärke eher in der Didaktik als in der Entwicklung origineller Gedankengänge.
Eine der wichtigsten Hypothesen der akademischen Skeptiker lautete, dass es nicht möglich sei, gesichertes Wissen zu erlangen. Den Sinneswahrnehmungen könne man nicht vorbehaltlos vertrauen, wie aus Sinnestäuschungen und Verwechslungen zu ersehen sei. Selbst wenn eine philosophische Aussage zutreffe, könne man dies nicht nachweisen, da sich immer auch starke Gegenargumente finden ließen. Somit sei jeder Wahrheitsanspruch zurückzuweisen. Daher solle man sich des Urteilens enthalten, um nicht der Versuchung zu erliegen, bloße Meinungen wie bewiesene Tatsachen zu behandeln.
Als problematisch erwies sich diese Haltung auf dem Gebiet der Ethik. Gegner des Skeptizismus argumentierten, jede Handlung setze eine Entscheidung für ein bestimmtes Ziel und damit dessen Billigung voraus; diese Billigung beinhalte ein Urteil. Daher sei der prinzipiell nicht urteilende skeptische Philosoph zur Untätigkeit verdammt, denn ihm fehle ein rationales Kriterium für Entscheidungen. Somit sei eine philosophische – das heißt vernunftgesteuerte – Lebenspraxis auf der Basis des Skeptizismus unmöglich.
Eine bissige, groteske Erzählung über Lakydes, die von zeitgenössischen gegnerischen Kreisen verbreitet wurde, diente offenbar dem Zweck, den Skeptizismus zu verspotten und seine handlungstheoretische Untauglichkeit zu erweisen. Nach dieser Geschichte war Lakydes geizig und pflegte seine Speisekammer sorgfältig abzuschließen. Den Schlüssel legte er in einen Kasten, den er mit seinem Ring versiegelte. Den Ring warf er durch das Schlüsselloch in die Speisekammer. Als seine Sklaven das merkten, brachen sie das Siegel des Kastens auf und plünderten die Speisekammer, worauf sie den Kasten erneut versiegelten und den Ring wieder an seinen Platz brachten. Lakydes konnte sich das Verschwinden der Vorräte nicht erklären. Daher schloss er sich der skeptischen Philosophie des Arkesilaos an, die wegen der Unbegreiflichkeit der Wirklichkeit zum Verzicht auf Urteile aufrief. Er warb auch für den Skeptizismus, indem er das Beispiel seiner Erlebnisse in der Speisekammer anführte, wurde aber verlacht. Daraufhin bewahrte er den Ring nicht mehr in der Kammer auf. Die Sklaven gaben aber nicht auf. Sie fuhren fort die Vorräte zu stehlen, wobei sie ein anderes Siegel verwendeten oder gar nicht mehr siegelten. Als er sie wegen des falschen Siegels zur Rede stellte, erklärten sie, der Kasten sei ordnungsgemäß versiegelt; wenn er das Siegel nicht als das seinige erkennen könne, unterliege er einer Sinnestäuschung. Wenn sie die Versiegelung unterlassen hatten, behaupteten sie, er habe wohl vergessen den Kasten zu versiegeln. Seine Annahme, es getan zu haben, beruhe auf Erinnerung, und die Erinnerung sei trügerisch und liefere kein echtes Wissen, sondern erzeuge nur eine philosophisch wertlose Meinung. So widerlegten sie ihn so lange mit seiner eigenen Lehre, bis er verzweifelt zugab, dass seine Philosophie nicht auf die Lebenspraxis anwendbar sei.
In dieser satirischen Geschichte wird der skeptische Philosoph als Narr verhöhnt. Vermutlich spiegelt sich im letzten Argument der Sklaven eine Kritik des Lakydes am Wahrheitsanspruch von Aussagen über die Vergangenheit, wobei ihm die Irrtumsanfälligkeit des Gedächtnisses als Argument diente.